# Giambologna
Giambologna, pravog imena Jean de Boulogne, poznat i kao Giovanni Bologna (Douai, 1529. – Firenca, 13. kolovoza 1608.), bio je flamansko-talijanski kipar manirizma.

## Životopis
Rođen u Douai-u u Flandriji (danas u Francuskoj), Jean de Boulogne je započeo slikarski nauk u Monsu; studirao je nekoliko godina u Rimu gdje se potpuno posvetio kiparstvu. Napokon se nastanio u Firenci gdje je vodio radionicu u kojoj su se formirali mnogi talijanski, njemački i flamanski kipari. Svoja ponajbolja djela napravio je radeći za obitelj Medici. 
Giambologna, kako su ga zvali u Italiji, znatno je utjecao na razvoj kiparstva u prijelaznom razdoblju između visoke renesanse i baroka, ne samo u Italiji nego i u cijeloj Europi. Svojem flamanskom realističkom shvaćanju skulpture pridodao je oznake talijanskog stila kasnoga cinquecenta. U bronci i mramoru je pravio slikovito komponirane grupe kojima je postizao iluziju dubokih prostora. 

## Djela
Giambolognino tehničko savršenstvo u izradi brončanih skulptura očito je u Naptunovoj fontani na Piazza Maggiore (Glavni trg) u Bologni. 
Također je oblikovao grupe mitoloških i religioznih figura, konjaničke spomenike i samostalne kipove kao što su: Otmica Sabinjanki; Henrik IV. na konju; Krist sa sv. Petrom i Pavlom; Merkur, itd.
Njegov brončani Merkur iz 1576. g. pokazuje važnost prostora u manirističkoj skulpturi. Cijela figura stoji na jednoj nozi oslonjenoj na dašak vjetra, a oblici su tanki i produženi na sve strane. Giambologna je uspio iskoristiti frontalno kretanje lika i osjećaj nemira, koji su karakteristični za manirizam, kako bi dočarao brzinu leta.

## Vanjske poveznice
- Životopis s portretima na kfki.hu
- Giambologna na mega.it
- Giambologna na artcyclopedia.com